# Peperomia arechavaletae
Peperomia arechavaletae är en pepparväxtart som beskrevs av C. Dc.. Peperomia arechavaletae ingår i släktet peperomior, och familjen pepparväxter. Utöver nominatformen finns också underarten P. a. minor.